# Wyka

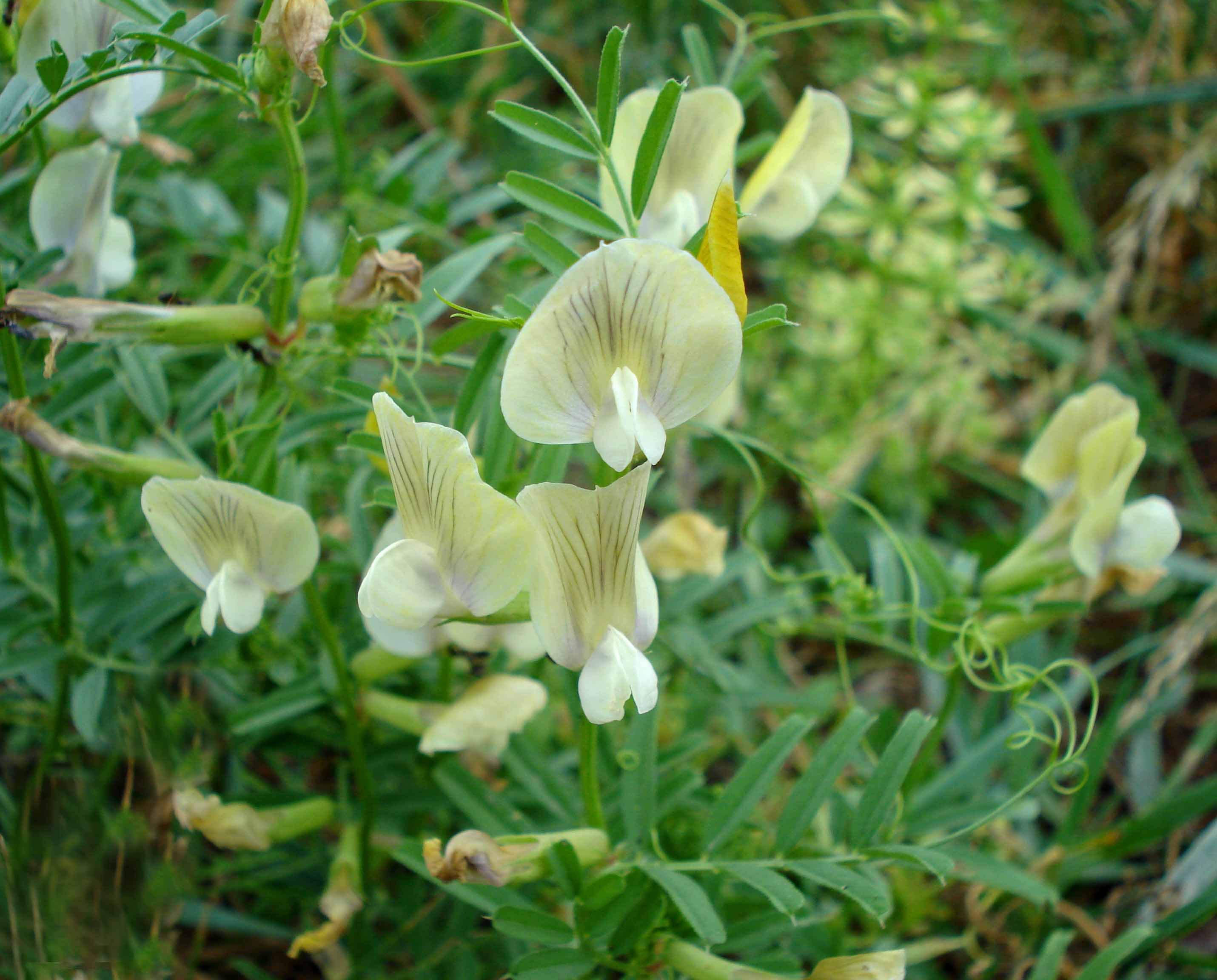
Wyka wielkokwiatowa

Wyka (Vicia L.) – rodzaj roślin zielnych należący do rodziny bobowatych. Obejmuje ok. 250 gatunków (tyle uznanych zostało za zaakceptowane w bazie taksonomicznej Plants of the World Online, w niektórych źródłach, zwłaszcza dawniejszych, podawana jest znacznie mniejsza ogólna liczba gatunków, np. 160, 200). W większości występują one na półkuli północnej, w strefie klimatu umiarkowanego. Zasiedlają zazwyczaj suche, trawiaste łąki i murawy, zarośla, wydmy piaszczyste i żwirowe. 
Wiele gatunków to rośliny uprawne, w tym jadalne i pastewne, nieliczne uprawiane są jako rośliny ozdobne. Do gatunków o największym znaczeniu należy wyka bób uprawiany już w neolicie na Bliskim Wschodzie.

## Rozmieszczenie
Przedstawiciele rodzaju rozprzestrzenieni są szeroko na półkuli północnej w strefie klimatu umiarkowanego, zwłaszcza w Eurazji. Największe zróżnicowanie jest w rejonie Turcji, w której rośnie 59 gatunków – tyle samo co w całej Europie. Kilkadziesiąt gatunków występuje na kontynentach amerykańskich, w tym wzdłuż Andów sięgając daleko na południe (w Chile stwierdzono ok. 30 gatunków). Nieliczne gatunki spotykane są także we wschodniej Afryce oraz na Hawajach.
Gatunki flory Polski
Pierwsza nazwa naukowa według listy krajowej, druga – obowiązująca według bazy taksonomicznej Plants of the World online (jeśli jest inna)
- wyka bengalska Vicia benghalensis L. – efemerofit
- wyka ciemnoplamka Vicia melanops Sm. – efemerofit
- wyka czteronasienna Vicia tetrasperma (L.) Schreb. – antropofit zadomowiony
- wyka delikatna Vicia tenuissima (M.Bieb.) Schinz & Thell. – efemerofit
- wyka długożagielkowa Vicia tenuifolia Roth
- wyka drobnokwiatowa Vicia hirsuta (L.) Gray – antropofit zadomowiony
- wyka grochowata Vicia pisiformis L.
- wyka jednokwiatowa Vicia articulata Hornem. – efemerofit
- wyka kaszubska Vicia cassubica L.
- wyka kosmata Vicia villosa Roth – antropofit zadomowiony
- wyka leśna Vicia sylvatica L.
- wyka lędźwianowata Vicia lathyroides L.
- wyka narbońska Vicia narbonensis L. – efemerofit
- wyka pannońska Vicia pannonica Crantz – antropofit zadomowiony
- wyka płotowa Vicia sepium L.
- wyka pstra Vicia dasycarpa Ten. ≡ Vicia villosa subsp. varia (Host) Corb. – antropofit zadomowiony
- wyka ptasia Vicia cracca L.
- wyka siewna Vicia sativa L. – antropofit zadomowiony
- wyka soczewicowata Vicia ervilia (L.) Willd. – efemerofit
- wyka turecka, w. bityńska Vicia bithynica (L.) L. – efemerofit
- wyka wąskolistna Vicia angustifolia L. ≡ Vicia sativa subsp. nigra Ehrh.
- wyka wielkokwiatowa Vicia grandiflora Scop. – antropofit zadomowiony
- wyka zaroślowa Vicia dumetorum L.
- wyka żółta Vicia lutea L. – efemerofit

## Morfologia
PokrójRośliny zielne, zarówno byliny, jak i rośliny jednoroczne. Zwykle pnące, osiągające do 2 m wysokości lub więcej, czasem prosto wznoszące się.
ŁodygaZwykle nie oskrzydlona, cienka i rozgałęziona.
LiścieParzystopierzaste, z dwoma lub częściej licznymi, całobrzegimi listkami. Oś liścia na końcu zwykle wykształcona jako wąs czepny (wyjątkiem jest np. bób z osadką zakończoną szczecinką). U nasady liścia para przylistków całobrzegich lub ząbkowanych. U niektórych gatunków na przylistkach znajdują się miodniki.
KwiatyMotylkowe, wąskootwarte i zebrane po kilka do 40 w kłosy lub grona wyrastające z kątów liści. Działki kielicha w liczbie 5 równej długości, zrosłe, u niektórych gatunków tworzą dwie wargi. Płatki korony żółte, białe, czerwone lub różowe. Mają różną budowę. Dwa dolne płatki tworzą tzw. łódeczkę, dwa boczne skrzydełka, a piąty wzniesiony jest do góry tworząc żagielek. Żagielek może być szeroko rozpostarty lub z brzegami podwiniętymi. Wewnątrz kwiatu, a ściślej w łódeczce, znajduje się jeden słupek z jedną zalążnią zawierającą od 2 do 8 zalążków oraz 10 pręcików, z których dziewięć zrośniętych jest nitkami tworząc rurkę, jeden pręcik zaś jest wolny.
OwoceZwykle spłaszczone, rzadziej cylindryczne strąki zawierające od 2 do 8 owalnych lub kulistych nasion.

## Systematyka

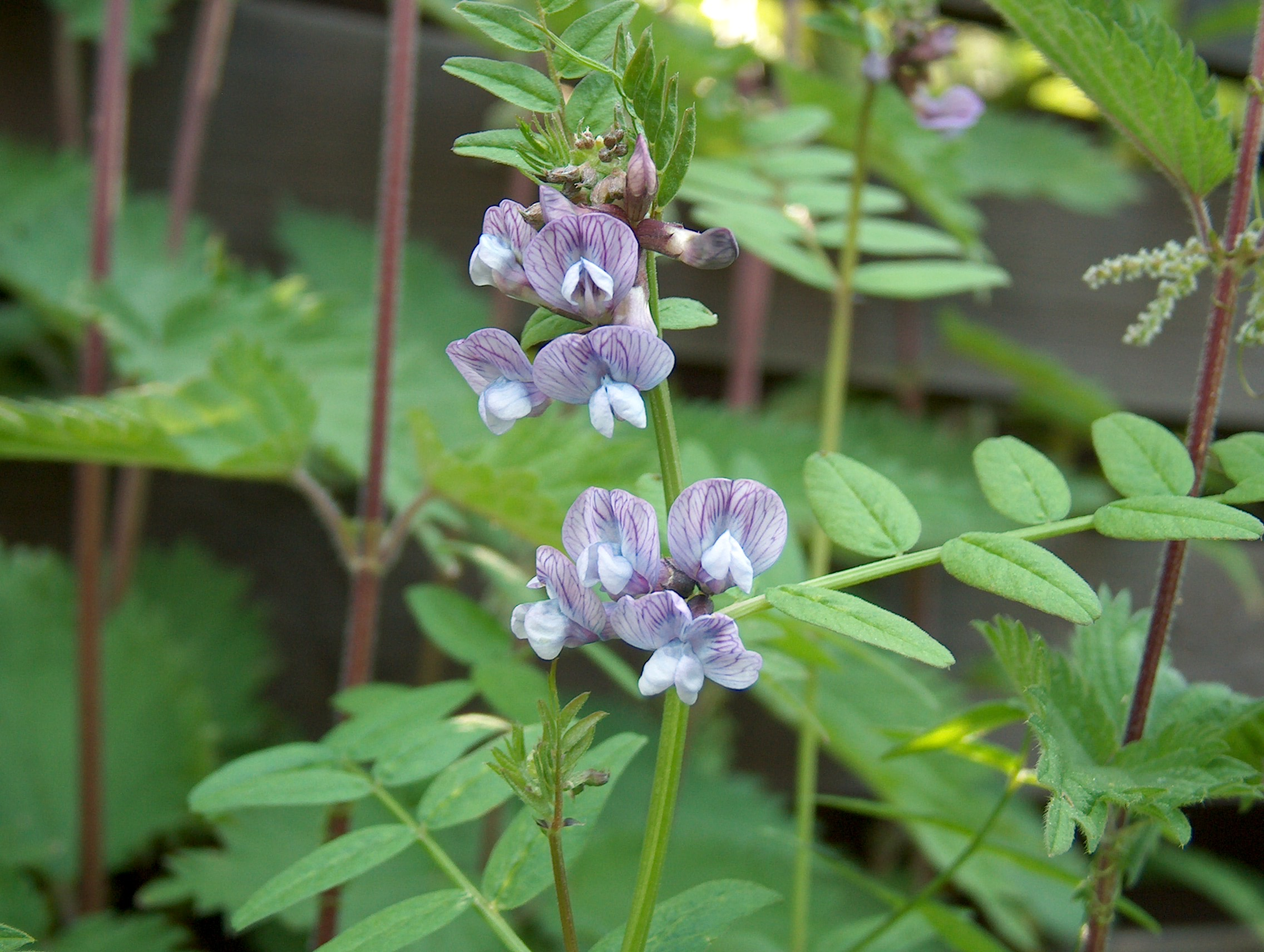
Wyka płotowa

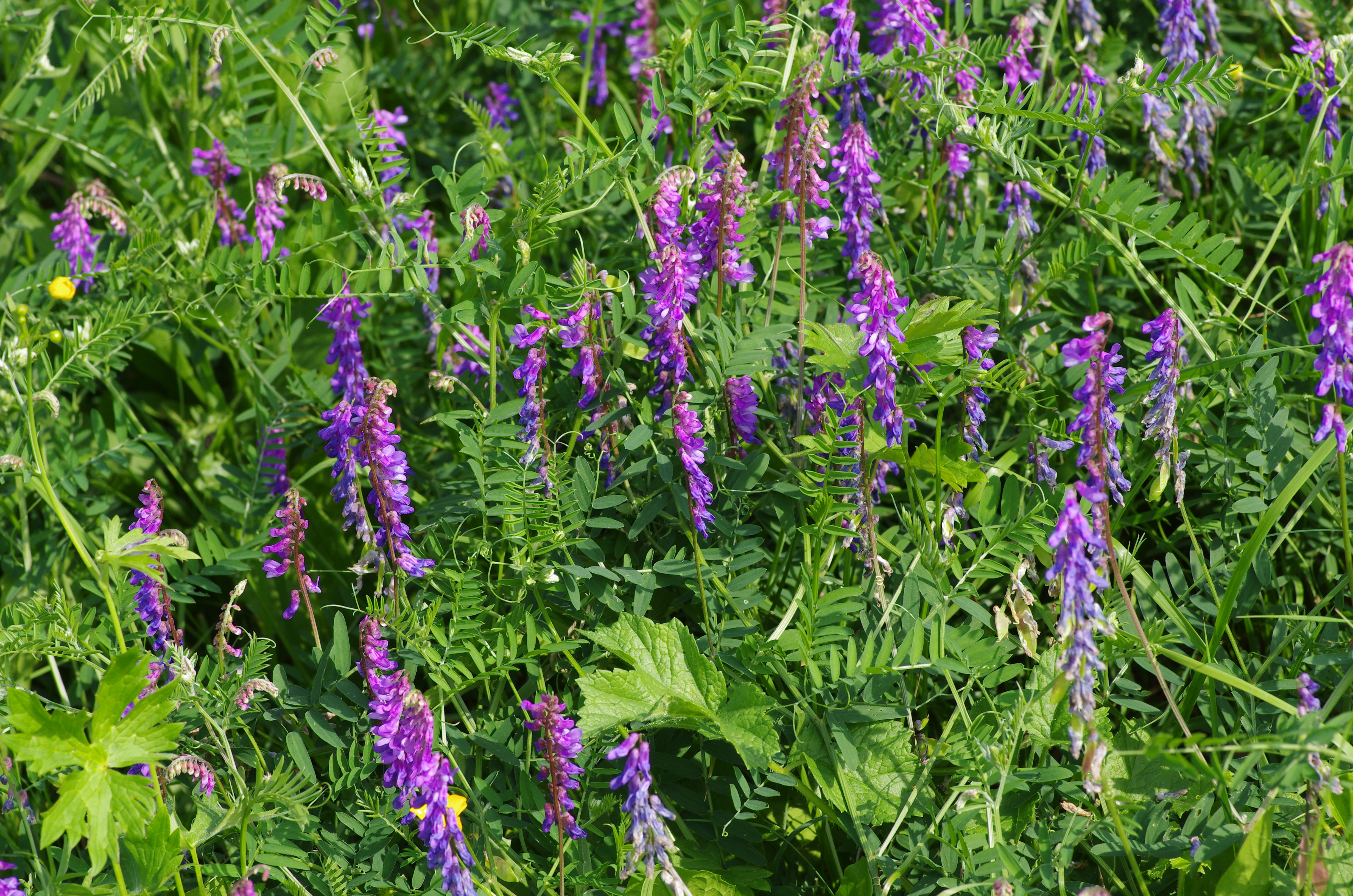
Wyka ptasia

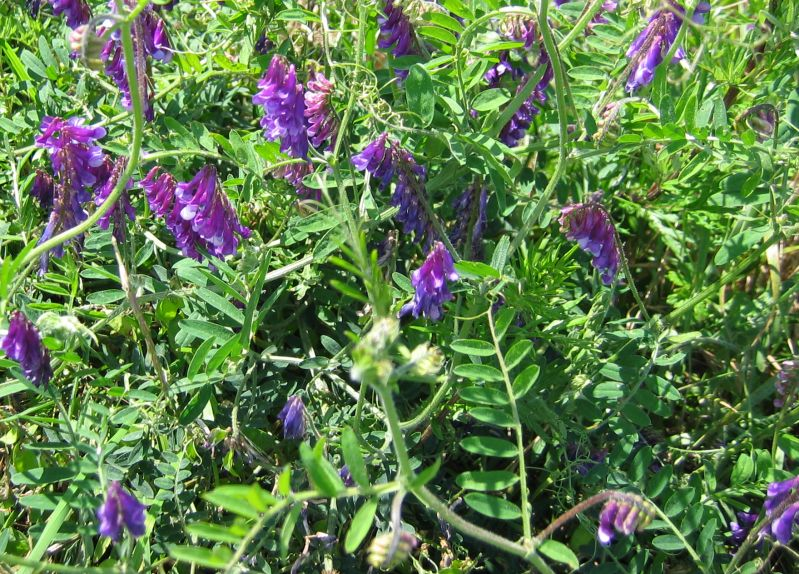
Wyka kosmata

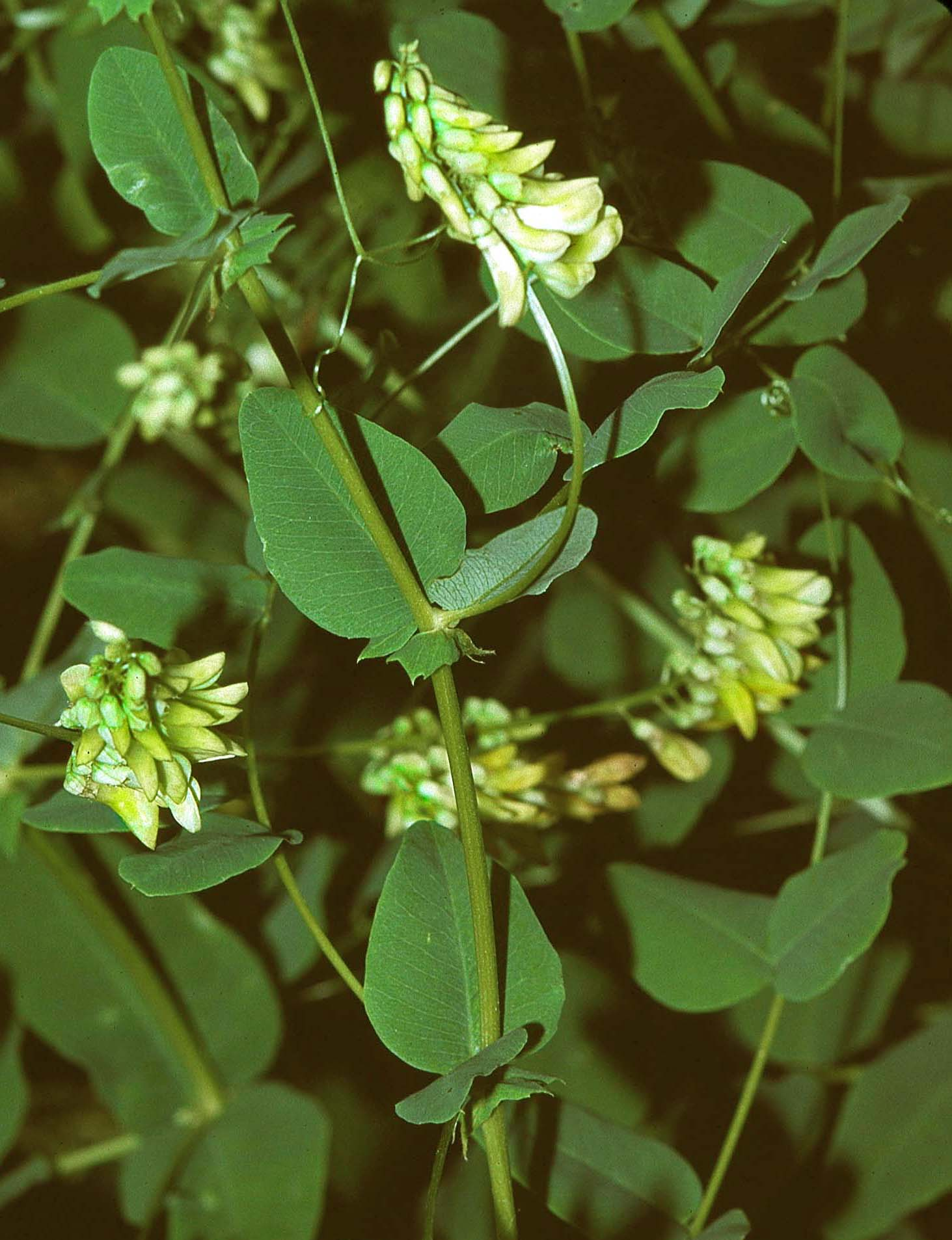
Wyka grochowata

Rodzaj dzielony jest na dwa podrodzaje Vicia i Vicilla, a następnie każdy z nich odpowiednio na 9 i 17 sekcji. Rodzaj Vicia jest tradycyjnie wyodrębniany w plemieniu obejmującym poza tym rodzaje: soczewica (Lens), groch (Pisum), groszek (Lathyrus) i Vavilovia. Z analiz molekularnych wynika, że tradycyjny podział taksonomiczny w obrębie tego plemienia nie odzwierciedla powiązań filogenetycznych, a rodzaj Vicia w tradycyjnym ujęciu ma charakter parafiletyczny. W obrębie tego rodzaju zagnieżdżony jest klad obejmujący rodzaj soczewica (Lens). Tu też powinien być włączany gatunek Lathyrus saxatilis (Vent.) Vis. (tradycyjnie zaliczany rodzaju groszek), który klasyfikowany powinien być jako Vicia saxatilis (Vent.) Tropea. 
Pozycja systematyczna rodzaju według APweb (aktualizowany system APG IV z 2016)
Jeden z rodzajów podrodziny bobowatych właściwych Faboideae w rzędzie bobowatych Fabaceae s.l.. W obrębie podrodziny należy do plemienia Fabeae.
Pozycja systematyczna rodzaju według systemu Reveala (1993-1999)
Gromada okrytonasienne (Magnoliophyta Cronquist), podgromada Magnoliophytina Frohne & U. Jensen ex Reveal, klasa Rosopsida Batsch, podklasa różowe (Rosidae Takht.), nadrząd Fabanae R. Dahlgren ex Reveal, rząd bobowce (Fabales Bromhead), rodzina bobowate (Fabaceae Lindl.), podrodzina Vicioideae Burnett, plemię Vicioideae Burnett, podplemię Viciinae Bronn., rodzaj wyka (Vicia L.).
Wykaz gatunków
- Vicia abbreviata Fisch. ex Spreng.
- Vicia acutifolia Elliott
- Vicia afghanica Chrtková
- Vicia aintabensis Boiss. & Hausskn.
- Vicia aktoensis Y.H.Wu
- Vicia alpestris Steven
- Vicia altissima Desf.
- Vicia americana Muhl. ex Willd.
- Vicia amoena Fisch. ex Ser. – wyka piękna
- Vicia amurensis Oett. – wyka amurska
- Vicia anatolica Turrill
- Vicia andicola Kunth
- Vicia andina Phil.
- Vicia anguste-pinnata Nakai
- Vicia aphylla C.Sm. ex Link
- Vicia araucana Phil.
- Vicia argaea (P.H.Davis) Greuter
- Vicia argentea Lapeyr.
- Vicia armena Boiss.
- Vicia articulata Hornem. – wyka jednokwiatowa
- Vicia assyriaca Boiss.
- Vicia aucheri Jaub. & Spach
- Vicia bakeri Ali
- Vicia balansae Boiss.
- Vicia basaltica Plitmann
- Vicia benghalensis L. – wyka bengalska
- Vicia benthamiana Ali
- Vicia berteroana Phil.
- Vicia biebersteinii Besser ex M.Bieb.
- Vicia biennis L.
- Vicia bifolia Nakai
- Vicia bifoliolata J.J.Rodr.
- Vicia bijuga Gillies ex Hook. & Arn.
- Vicia bithynica (L.) L. – wyka turecka, w. bityńska
- Vicia brulloi Sciandr., Giusso, Salmeri & Miniss.
- Vicia bungei Ohwi
- Vicia caesarea Boiss. & Balansa
- Vicia canescens Labill.
- Vicia cappadocica Boiss.
- Vicia capreolata Lowe
- Vicia caroliniana Walter
- Vicia cassia Boiss.
- Vicia cassubica L. – wyka kaszubska
- Vicia caucasica Ekutim.
- Vicia cedretorum Font Quer
- Vicia chaetocalyx Webb & Berthel.
- Vicia chianschanensis (P.Y.Fu & Y.A.Chen) Z.D.Xia
- Vicia chinensis Franch.
- Vicia chosenensis Ohwi
- Vicia ciceroidea Boiss.
- Vicia ciliatula Lipsky
- Vicia coquimbensis Martic.
- Vicia costae A.Hansen
- Vicia costata Ledeb.
- Vicia cracca L. – wyka ptasia
- Vicia cretica Boiss. & Heldr.
- Vicia crocea (Desf.) B.Fedtsch.
- Vicia cusnae Foggi & Ricceri
- Vicia cuspidata Boiss.
- Vicia cypria Kotschy
- Vicia dadianorum Sommier & Levier
- Vicia dalmatica A.Kern.
- Vicia davisii Greuter
- Vicia dennesiana H.C.Watson
- Vicia dichroantha Diels
- Vicia dionysiensis Mouterde
- Vicia disperma DC.
- Vicia dumetorum L. – wyka zaroślowa
- Vicia epetiolaris Burkart
- Vicia eriocarpa (Hausskn.) Halácsy
- Vicia eristalioides Maxted
- Vicia ervilia (L.) Willd. – wyka soczewicowata
- Vicia erzurumica N.Demirkuș & S.Erik
- Vicia esdraelonensis Warb. & Eig
- Vicia faba L. – wyka bób, bób, bób zwyczajny
- Vicia fairchildiana Maire
- Vicia fauriei Franch.
- Vicia fedtschenkoana V.A.Nikitin
- Vicia ferreirensis Goyder
- Vicia filicaulis Webb & Berthel.
- Vicia floridana S.Watson
- Vicia freyniana Bornm.
- Vicia fulgens Batt.
- Vicia galeata Boiss.
- Vicia galilaea Plitmann & Zohary
- Vicia garinensis Dehshiri
- Vicia geminiflora Trautv.
- Vicia giacominiana Segelb.
- Vicia glareosa P.H.Davis
- Vicia glauca C.Presl
- Vicia gracilior (Popov) Popov
- Vicia graminea Sm.
- Vicia grandiflora Scop. – wyka wielkokwiatowa
- Vicia × guyotii Beauverd
- Vicia hassei S.Watson
- Vicia hatschbachii Burkart ex Vanni & D.B.Kurtz
- Vicia hirsuta (L.) Gray – wyka drobnokwiatowa
- Vicia hololasia Woronow
- Vicia hulensis Plitmann
- Vicia humilis Kunth
- Vicia hyaeniscyamus Mouterde
- Vicia hybrida L.
- Vicia hyrcanica Fisch. & C.A.Mey.
- Vicia iberica Grossh.
- Vicia incana Gouan
- Vicia inconspicua Phil.
- Vicia iranica Boiss.
- Vicia janeae Mardal.
- Vicia japonica A.Gray
- Vicia johannis Tamamsch.
- Vicia jordanovii Velchev
- Vicia kalakhensis Khattab, Maxted & F.A.Bisby
- Vicia khokhriakovii Vorosch.
- Vicia kioshanica L.H.Bailey
- Vicia koeieana Rech.f.
- Vicia kokanica Regel & Schmalh.
- Vicia kotschyana Boiss.
- Vicia kulingana L.H.Bailey
- Vicia kurdica Jalilian
- Vicia laeta Ces.
- Vicia lanceolata Phil.
- Vicia larissae Prima
- Vicia lathyroides L. – wyka lędźwianowata
- Vicia latibracteolata K.T.Fu
- Vicia lecomtei Humbert & Maire
- Vicia lens (L.) Coss. & Germ.
- Vicia lenticula (Hoppe) Janka
- Vicia lentoides (Ten.) Coss. & Germ.
- Vicia leucantha Biv.
- Vicia leucomalla Bornm.
- Vicia leucophaea Greene
- Vicia lilacina Ledeb.
- Vicia linearifolia Hook. & Arn.
- Vicia loiseleurii (M.Bieb.) Litv.
- Vicia lomensis J.F.Macbr.
- Vicia ludoviciana Nutt.
- Vicia lunata (Boiss. & Balansa) Boiss.
- Vicia lutea L. – wyka żółta
- Vicia macrantha Jurtzev
- Vicia macrograminea Burkart
- Vicia magellanica Hook.f.
- Vicia megalotropis Ledeb.
- Vicia melanops Sm. – wyka ciemnoplamka, w. czarna
- Vicia menziesii Spreng.
- Vicia michauxii Biehler
- Vicia micrantha Lowe
- Vicia mingyueshanensis Z.Y.Xiao & X.C.Li
- Vicia minutiflora D.Dietr.
- Vicia modesta Phil.
- Vicia mollis Boiss. & Hausskn.
- Vicia monantha Retz.
- Vicia monardii Boiss. & Reut.
- Vicia montbretii Fisch. & C.A.Mey.
- Vicia montenegrina Rohlena
- Vicia montevidensis Vogel
- Vicia mucronata Clos
- Vicia mulleriana B.L.Turner
- Vicia multicaulis Ledeb.
- Vicia multijuga (Boiss.) Rech.f.
- Vicia murbeckii Maire
- Vicia nana Vogel
- Vicia narbonensis L. – wyka narbońska
- Vicia nataliae U.Reifenb. & A.Reifenb.
- Vicia nigricans Hook. & Arn.
- Vicia nipponica Matsum.
- Vicia noeana Boiss. & Reut.
- Vicia nummularia Hand.-Mazz.
- Vicia ocalensis R.K.Godfrey & Kral
- Vicia ochroleuca Ten. – wyka bladożółta
- Vicia ohwiana Hosok.
- Vicia olchonensis (Peschkova) O.D.Nikif.
- Vicia onobrychioides L.
- Vicia orientalis (Boiss.) Bég. & Diratz.
- Vicia oroboides Wulfen – wyka groszkowata
- Vicia orobus DC.  – wyka groszkowa
- Vicia palaestina Boiss.
- Vicia pallida Hook. & Arn.
- Vicia pampicola Burkart
- Vicia pannonica Crantz – wyka pannońska
- Vicia parviflora Cav.
- Vicia parvula Ziel.
- Vicia paucifolia Baker
- Vicia pectinata Lowe
- Vicia peregrina L.
- Vicia perelegans K.T.Fu
- Vicia peruviana Vilchez
- Vicia pinetorum Boiss. & Spruner
- Vicia pisiformis L. – wyka grochowata
- Vicia platensis Speg.
- Vicia popovii O.D.Nikif.
- Vicia pseudo-orobus Fisch. & C.A.Mey. – wyka nibygroszkowa
- Vicia pseudocassubica Rech.f.
- Vicia pubescens (DC.) Link
- Vicia pulchella Kunth
- Vicia pyrenaica Pourr. – wyka pirenejska
- Vicia qatmensis Gomb.
- Vicia quadrijuga P.H.Davis
- Vicia ramosissima Franch.
- Vicia ramuliflora (Maxim.) Ohwi
- Vicia raynaudii Coulot & Dobignard
- Vicia rigidula Royle
- Vicia sabinarum J.Gil
- Vicia sativa L. – wyka siewna
- Vicia scandens R.P.Murray
- Vicia semenovii (Regel & Herder) B.Fedtsch.
- Vicia semiglabra Rupr. ex Boiss.
- Vicia sepium L. – wyka płotowa
- Vicia sericocarpa Fenzl
- Vicia serratifolia Jacq.
- Vicia sessei G.Don
- Vicia sessiliflora Clos
- Vicia setifolia Kunth
- Vicia sibthorpii Boiss.
- Vicia sicula (Raf.) Guss.
- Vicia sinaica Boulos
- Vicia singarensis Boiss. & Hausskn.
- Vicia sosnowskyi Ekutim.
- Vicia sparsiflora Ten.
- Vicia splendens P.H.Davis
- Vicia stenophylla Vogel
- Vicia subrotunda (Maxim.) Czefr.
- Vicia subserrata Phil.
- Vicia subvillosa (Ledeb.) Boiss.
- Vicia sylvatica L. – wyka leśna
- Vicia taipaica K.T.Fu
- Vicia tenera Benth.
- Vicia tenoi Marrero Rodr.
- Vicia tenuifolia Roth – wyka długożagielkowa
- Vicia tenuissima (M.Bieb.) Schinz & Thell. – wyka delikatna
- Vicia tephrosioides Vogel
- Vicia ternata Z.D.Xia
- Vicia tetrantha H.W.Kung
- Vicia tetrasperma (L.) Schreb. – wyka czteronasienna
- Vicia tibetica Prain ex C.E.C.Fisch.
- Vicia tigridis Mouterde
- Vicia × tikeliana Starm.
- Vicia tsydenii Malyschev
- Vicia unijuga A.Braun – wyka jednogrzbietowa
- Vicia uralensis Knjaz., Kulikov & E.G.Philippov
- Vicia variegata Willd. – wyka upstrzona
- Vicia venosa (Willd. ex Link) Maxim.
- Vicia venulosa Boiss. & Hohen.
- Vicia vicina Clos
- Vicia vicioides (Desf.) Cout.
- Vicia villosa Roth – wyka kosmata
- Vicia voggenreiteriana J.Gil, R.Mesa & M.L.Gil
- Vicia vulcanorum J.Gil & M.L.Gil
- Vicia woroschilovii N.S.Pavlova
- Vicia wushanica Z.D.Xia
- Vicia × zabelii Asch. & Graebn.